# Eduardo Sáenz de Buruaga
Eduardo Sáenz de Buruaga y Polanco (Puerto Príncipe, 15 de abril de 1893-Madrid, 17 de febrero de 1964) fue un militar español, con un papel destacado durante la Guerra civil española y, posteriormente, durante la dictadura franquista.
Procedía de una familia de tradición militar. Sus primeras acciones se desarrollaron en la guerra de Marruecos. Luchó en el bando sublevado durante la guerra civil española, combatiendo en la batalla de Brunete, la batalla de Teruel y en la batalla del Jarama. Fue capitán general en Baleares y Sevilla, para terminar desempeñando el cargo de director general de la Guardia Civil. Entre otras condecoraciones, poseía la Medalla Militar de España.

## Historial

### Formación y carrera militar
Nació el 15 de abril de 1893 en Puerto Príncipe. Ingresó en la Academia de Infantería de Toledo el 31 de agosto de 1910, donde estuvo bajo el mando del coronel José Villalba Riquelme. 
El 24 de julio de 1913 fue ascendido a segundo teniente y pasó a Marruecos, donde prácticamente transcurrió toda su carrera militar hasta el inicio de la guerra civil. Durante la guerra del Rif sufrió heridas en 2 ocasiones. La primera el 25 de octubre de 1921 cuando fue herido en el brazo derecho y la segunda vez el 18 de julio de 1922 en las dos piernas, con rotura de la tibia.

### Guerra civil
Su participación en el golpe militar del 17 de julio de 1936 fue decisiva para asegurar el control de Tetuán. Siendo coronel se hizo cargo del mando de las tropas rebeldes y se apoderó en la noche de ese día de todas las dependencias oficiales y la Alta Comisaría. Sáenz de Buruaga asumió en su persona el cargo de Alto comisario en Marruecos, siendo el máximo responsable de la zona hasta que llegó el general Franco el día 19.
El 23 se trasladó a Córdoba para hacerse cargo de esta localidad, que se encontraba aislada en el territorio republicano. Inmediatamente organizó columnas para marchar sobre los pueblos y el 25 de julio ocupó El Carpio y desalojó a los republicanos de la estratégica Alcolea. El 28 tomó Baena, donde la represión fue especialmente violenta, con el fusilamiento de numerosos milicianos. Aseguró las comunicaciones con Sevilla y durante agosto tomó nuevas localidades como Almodóvar del Río, Montalbán de Córdoba, Santaella y La Rambla. En septiembre, con una resistencia republicana cada vez más fuerte, caían Cerro Muriano, El Vacar y Hornachuelos ante el avance de su columna. En octubre actuó sobre el valle del Guadiato, terminando por tomar Peñarroya-Pueblonuevo el 15.
Trasladado al frente de Madrid, su columna fue convertida en la segunda brigada de la división reforzada de Madrid, tomando tras duros combates el cerro del Águila y Boadilla del Monte, pero finalmente fue frenado por las tropas republicanas. Pasó al frente del Jarama, participando en la batalla del mismo nombre, como responsable de la 2.ª Brigada, siendo herido de bala en el pecho. El 31 de marzo de 1937 fue habilitado como general de brigada y nombrado gobernador militar de Cáceres, en la retaguardia franquista. Además, recibió el mando de la 150.ª División marroquí, unidad con la que en julio participó en la batalla de Brunete. También intervendría más adelante en la reconquista de Teruel.

### Régimen franquista
El 28 de febrero de 1939 se le designó responsable de la zona occidental del Protectorado de Marruecos. El 29 de agosto de 1939 era nombrado gobernador militar de Madrid. Durante este periodo, el 18 de junio de 1942 ascendió a general de división. Su siguiente cargo fue el de gobernador general del campo de Gibraltar en 1944. En 1948, ya como teniente general se hace cargo de la de capitanía general de Baleares para pasar en 1952 a la II Región Militar (Sevilla). En 1957 fue nombrado director general de la Guardia Civil.
Falleció a las 9 de la mañana del 17 de febrero de 1964 en su domicilio de Madrid.

## Condecoraciones
Recibió numerosas condecoraciones. Por la retirada del Zoco de Arbaa en noviembre de 1924 recibió la Medalla Militar individual. Tuvo 2 cruces de María Cristina sobre el empleo de teniente coronel. Un total de 7 cruces del Mérito Militar con distintivo rojo, la Gran Cruz del Mérito Naval, la Medalla de la Campaña de Marruecos.
En relación con la Guerra Civil, la Medalla de la Campaña de Liberación y al cumplirse el 20.º aniversario del Alzamiento le fue otorgada la gran cruz de la Orden de Cisneros al mérito político.
De otros países fue caballero de la Legión de Honor de Francia por su colaboración con las tropas francesas durante la guerra del Rif, la Cruz del Águila de Alemania, la gran cruz de la Orden de la Corona de Italia, la Cruz de Guerra Francesa con Palma y la gran cruz de la Orden de Avis de Portugal.